# جيمس مونرو إنغلز
جيمس مونرو إنغلز (بالإنجليزية: James Monroe Ingalls) هو أستاذ جامعي أمريكي، ولد في 25 يناير 1837 في ساتون في الولايات المتحدة، وتوفي في 1 مايو 1927 في بروفيدنس في الولايات المتحدة.